# Breaking the Silence (téléfilm)
Pour les articles homonymes, voir Breaking the Silence.
Pour plus de détails, voir Fiche technique et Distribution.
Breaking the Silence est un téléfilm américain de Robert Iscove diffusé en 1992.

## Synopsis
Gregory Harrison est une star comme Paul Danner, riche avocat à succès, qui se trouve être le meilleur dans ce qu'il fait. Et quand une ancienne amie de l'école de droit, Jane Kirkland, lui demande une faveur qu'il lui doit, il accepte immédiatement. Jane (Stephanie Zimbalist), travaille dans un centre qui ne tient pas compte des honoraires. Elle parle à Danner d'un cas, un jeune garçon nommé Kenny, qui a tué son père en légitime défense. Mais pour une raison inconnue, Danner ne croit pas Kenny, notamment après qu'il découvre que sa mère Eliza est en sanatorium, mais elle n'est pas folle, elle n'a pas envie de témoigner pour sauver son fils. Comme Danner devient de plus en plus impliqué dans l'affaire de son propre passé, sa mère lui révèle qu'il a été abusé sexuellement…

## Fiche technique
- Titre : Breaking the Silence
- Réalisation : Robert Iscove
- Scénario : Adam Greenman
- Pays :  États-Unis
- Langue : anglais
- Format : 1.33:1 - 35 mm
- Genre : Drame
- Durée : 96 minutes
- Date de sortie : 1992

## Distribution
- Gregory Harrison : Paul Danner
- Stephanie Zimbalist : Jane Kirkland
- Chris Young : Kenny Becker
- Maryann Plunkett : Eliza Becker
- Kelly Rutherford : Cheryl